# 海王 (刊物)

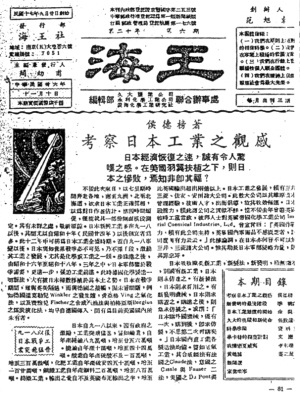
1928年的《海王》旬刊复印件

《海王》旬刊，是中国的第一份企业刊物，“永、久、黄”团体的内部刊物，由范旭东决定创办，创刊号于1928年9月20日在天津出版，范旭东创刊号上亲自撰写发刊词《为什么要办旬刊》，以明宗旨。该刊物，在历经战乱的数次停刊之后，一直作为天津碱厂的企业刊物延续至今，并以天津碱厂生产的“红三角牌”纯碱的品牌更名为《红三角报》。

## 内容
《海王》初期在天津租界出版，为四开单页报纸，所刊文章大多短小精悍，但也不乏充实的内容。《海王》的头条一般刊登化工业界相关的工程和管理上的文章，接着则是依照惯例刊登“永、久、黄”团体各部门工作梗概，并在刊尾开辟“家常琐事”专栏，颇受员工欢迎和喜爱。1932年，《海王》创刊的第五个年头，由天津迁至塘沽出版，由久大、永利、永裕、黄海联合办事处主任阎幼甫兼任主编，改为十六开装订本，内容也更加充实丰富多彩，也不局限于化学工业的专题。1934年后，每期的《海王》封面的右上角醒目位置，都刊登“永、久、黄”团体的四大信条。《海王》除了赠送职工之外，还寄送给国内外有关人士、机关团体、学术界和金融界人士，不仅起到广告的作用还起到了增进了解、沟通情感的作用。

## 出版变迁
1928年至1932年在天津租界出版，1932年至1937年7月7日由天津迁往塘沽出版。1937年7月7日到19387月7日因日军侵华，当年的第33期不能发出而停刊，此后《海王》社自塘沽搬迁到长沙出版；1938年在长沙复刊到1939年3月，因长沙大火《海王》旬刊曾短暂停刊；1939年3月30日在四川乐山复刊至1946上半年在乐山洙泗塘出版，1947年迁到南京大悲巷出版至1949年解放军占领南京后停刊。其中除两次因战争破坏导致的短暂停刊外，每年都出满36期，前后共出版了700余期。从1959年起，作为天津碱厂刊物的《海王》旬刊跟随中国政治局势的变化七易刊名：《永久职工报》、《社教报》、《前进报》、《碱厂战报》、《天碱工人报》、《天碱报》，从1989年起以“红三角牌”纯碱的品牌为名，更名为《红三角》报至今，四开四版，每周一期，内部发行1500份。

## 相关著作
- （中文）赵津. . 天津: 天津人民出版社. 2010年11月1日. ISBN 7-80515649-2.